# 산양군
산양군(山陽郡)은 전한부터 조위까지 존재한 중국의 옛 군급 행정 구역이다. 군국제 시행 시에는 산양국(山陽國), 창읍국(昌邑國)이 설치됐었다. 중심지는 창읍현이다.

## 전한
한나라에서 원래는 양나라에 속한 지역이었다. 경제 중5년(기원전 145년) 양효왕 사후 양나라를 다섯으로 분할해 새로 산양나라를 두고 유무의 아들 산양애왕 유정에게 봉하면서 산양군의 연혁이 시작된다. 서울은 창읍현에 뒀다. 건원 5년(기원전 136년), 산양애왕이 후사 없이 죽어 봉국이 폐지되면서 한 조정의 관할로 들어가 산양군이 됐다. 무제가 주를 설치하면서 연주에 속했다. 천한 4년(기원전 91년)에 무제가 창읍나라로 고치고 아들 창읍애왕 유박을 왕으로 봉했다. 창읍나라가 되면서 산하 후국인 하구후국을 대하군에 넘겨줬다. 후에 창읍왕 유하가 황제로 즉위했다 쫓겨나고 후작으로서 구 창읍왕령을 사실상 봉국으로 받으면서 도로 산양군이 됐다. 감로 2년(기원전 52년) 대하군이 동평나라가 되면서 하구후국을 반환받았다. 건소 5년(기원전 34년), 다시 산양나라로 고치고 제양왕 유강을 옮겨 봉했으며, 하평 2년(기원전 27년) 유강이 정도왕으로 옮겨 봉해지면서 도로 산양군이 됐다.
평제 시기에 시행된 원시 2년(2년)의 인구조사에 따르면 호구 17만 2847호, 인구 80만 1288명이 있었다. 현대의 허쩌 시 동부와 지닝 시 서부 일대를 관할했다. 아래의 속현 목록은 《한서》 지리지의 내용이다. 원연·수화 연간(기원전 8년 무렵)의 현황으로 여겨지며, 총 23현(11현 12후국)이다.
| 현명     | 한자     | 대략적 위치                                            | 비고 |
| -------- | -------- | ------------------------------------------------------ | --- |
| 창읍현   | 昌邑縣   | 지닝시 진샹현 북서 전/후창읍촌(前/后昌邑村) 일대       | 양구취(梁丘聚)가 있는데 《춘추》에서 “송나라와 제나라가 양구에서 회합했다.”는 글이 있다.                               |
| 남평양현 | 南平陽縣 | 지닝시 쩌우청시                                        | |
| 성무현   | 成武縣   | 허쩌시 청우현                                          | 제 환공이 성을 쌓아 위 문공의 나라를 옮겨준 곳인 초구정(楚丘亭)이 있다. 문공의 아들 성공이 여기에서 복양으로 천도했다. |
| 호릉현   | 湖陵縣   | 지닝시 웨이산현 서북 정자묘촌(程子廟村) 일대           | 하수(荷水)가 남쪽에 있다.                                                                                              |
| 동민현   | 東緡縣   | 지닝시 진샹현                                          | |
| 방여현   | 方與縣   | 허쩌시 위타이현 북 송만촌(宋灣村) 일대                 | |
| 탁현     | 橐縣     | 지닝시 웨이산현 양성향(兩城鄕) 양성일촌(兩城一村) 일대 | |
| 거야현   | 鉅野縣   | 허쩌시 쥐예현 거야진(巨野鎭)                           | 대야택(大野澤)이 북쪽에 있으니 연주수(兗州藪)다.                                                                       |
| 선보현   | 單父縣   | 허쩌시 산현                                            | 도위의 치소가 있다. |
| 박현     | 薄縣     | 허쩌시 차오현 남 25리 토산집촌(土山集村) 일대          | |
| 도관현   | 都關縣   | 허쩌시 쥐안청현 후팽묘촌(后彭廟村) 일대                | |
| 성도후국 | 城都侯國 | 허쩌시 쥐안청현 남동                                   | 왕상의 후국이다. |
| 황후국   | 黃侯國   | 상추시 민취안현 남동                                   | 양경왕의 아들 유순의 후국이다.                                                                                         |
| 원척후국 | 爰戚侯國 | 지닝시 자샹현 남                                       | 조장년의 후국이다. |
| 고성후국 | 郜城侯國 | 허쩌시 청우현 남동                                     | |
| 중향후국 | 中鄕侯國 | ?                                                      | 양경왕의 아들 유연년의 후국이다.                                                                                       |
| 평악후국 | 平樂侯國 | 허쩌시 산현 동                                         | 양경왕의 아들 유천의 후국이다. 포수(包水)가 북동으로 패에 이르러 사수로 들어간다.                                      |
| 정후국   | 鄭侯國   | ?                                                      | 양경왕의 아들 유피군의 후국이다.                                                                                       |
| 하구후국 | 瑕丘侯國 | 지닝시 옌저우구 고성촌(古城村) 일대                    | 노공왕의 아들 유정의 후국이다.                                                                                         |
| 치향후국 | 甾鄕侯國 | ?                                                      | 양경왕의 아들 유취의 후국이다.                                                                                         |
| 율향후국 | 栗鄕侯國 | ?                                                      | 동평사왕의 아들 유호의 후국이다.                                                                                       |
| 곡향후국 | 曲鄕侯國 | ?                                                      | 양강왕의 아들 유봉의 후국이다.                                                                                         |
| 서양후국 | 西陽侯國 | 지닝시 진샹현 서                                       | 동평사왕의 아들 유병의 후국이다.                                                                                       |

이외에 거연한간을 통해 무제·소제 시대의 창읍국에는 서방(西邡)·동방(東邡)·방(邡) 세 현도 있음을 알 수 있으나 지리지에는 없다. 서방현은 후에 서양후국이 된 것으로 추측되며, 속한서 지리지에도 서방현은 없으나 후한서에 서방(西防)이라는 지명은 나타난다.

## 신
왕망(王莽)이 신나라를 세우고서는 이름을 거야(鉅野)로 고치고, 다음 현의 이름을 고쳤다.
| 전한           | 신         |
| -------------- | ---------- |
| 남평양(南平陽) | 민평(黽平) |
| 성무(成武)     | 성안(成安) |
| 호릉(湖陵)     | 호륙(湖陸) |
| 탁(橐)         | 고평(高平) |
| 선보(單父)     | 이보(利父) |
| 성도(城都)     | 성곡(城穀) |
| 원척(爰戚)     | 척정(戚亭) |
| 고성(郜成)     | 고성(告成) |
| 율향(栗鄕)     | 족정(足亭) |

## 후한
140년(후한 순제 영화 5년)당시 산양군은 10성 109,898호 606,091명을 거느렸다.
| 현명       | 한자       | 대략적 위치                                            | 비고 |
| ---------- | ---------- | ------------------------------------------------------ | --- |
| 창읍현     | 昌邑縣     | 지닝시 진샹현 북서 전/후창읍촌(前/后昌邑村) 일대       | 연주자사의 치소가 있었다. 현 경내에 양구성(梁丘城)과 갑부정(甲父亭)이 있었다.                                                                  |
| 동민현     | 東緡縣     | 지닝시 진샹현                                          | 춘추시대에는 민(緡)이라 불렸다. |
| 거야현     | 鉅野縣     | 허쩌시 쥐예현 거야진(巨野鎭)                           | 현 경내에 대야택(大野澤)이 있었다. |
| 고평후국   | 高平候國   | 지닝시 웨이산현 양성향(兩城鄕) 양성일촌(兩城一村) 일대 | 본래 탁현(橐縣)이었는데 후한 장제시기 지금의 이름으로 바뀌었다. 두예에 따르면 현 동남쪽에 욱랑정(郁郞亭), 현 서남쪽에 모향성(茅鄕城)이 있었다. |
| 호륙현     | 湖陸縣     | 지닝시 웨이산현 서북 정자묘촌(程子廟村) 일대           | 본래 호릉현(湖陵縣)이었는데 후한 장제시기 지금의 이름으로 개명되었다.                                                                          |
| 남평양후국 | 南平陽候國 | 지닝시 쩌우청시                                        | 현 경내에 칠정(漆亭), 여구정(閭丘亭)이 있었다. 두예에 따르면 현 동북쪽에 칠향(漆鄕), 서북쪽에 현려정(顯閭亭)과 하구성(瑕丘城)이 있었다고 한다. |
| 방여현     | 方與縣     | 허쩌시 위타이현 북 송만촌(宋灣村) 일대                 | 현 경내에 무당정(武唐亭), 니모정(泥母亭)이 있었다. 두예에 따르면 현 서북쪽에 중향성(重鄕城)이 있었다.                                          |
| 하구현     | 瑕丘縣     | 지닝시 옌저우구 고성촌(古城村) 일대                    | |
| 금향현     | 金鄕縣     | 지닝시 자샹현 아성포촌(阿城鋪村)                       | |
| 방동현     | 防東縣     | 허쩌시 청우현 방성촌(防城村)                           | |

## 위진
265년(서진 무제 태시 원년) 진건(陳騫)이 고평공(高平公)에 봉해지면서 군명이 산양군에서 고평국(高平國)으로 바뀌었다. 이후 연혁은 고평군 문서를 참조할 것.

## 송,제
진 안제 의희연간 동진은 토단(土斷)을 실시했는데, 이에 근거하여 광릉군내 일부 민호가 산양군으로 분리되었다. 이렇게 교치된 산양군은 지금의 화이안시일대를 통치했으며 남연주의 속군으로 편제되었다. 이 산양군은 유송때 4현 2,814호 22,470명을 거느렸다.
| 현명   | 한자   | 대략적 위치                               | 민정   | 비고                                                             |
| ------ | ------ | ----------------------------------------- | ------ | ---------------------------------------------------------------- |
| 산양현 | 山陽縣 | 화이안시 화이안구 산양가도(山陽街道) 일대 | 령(令) | 413년(동진 안제 의희 9년) 설치되었다.                            |
| 염성현 | 鹽城縣 | 옌청시                                    | 령(令) | 본래 염독현(鹽瀆縣)이었으나 안제시기 지금의 이름으로 개명되었다. |
| 동성현 | 東城縣 | 미상                                      | 령(令) | 안제시기 설치되었다.                                             |
| 좌향현 | 左鄕縣 | 미상                                      | 령(令) | 안제시기 설치되었다.                                             |

## 양, 진, 동위, 북제
이 산양군은 549년 후경의 난을 틈탄 동위가 회남지방을 점령하면서 동위의 땅으로 편입되었다. 동위때 산양군은 신설된 회주(淮州)의 속군으로 편제되었다. 이후 진나라가 일시적으로 회남을 수복하면서 진나라의 땅으로 편입되었는데, 이 시기에는 회주가 북연주로 개명됨에 따라 북연주의 속군으로 편제되었다. 그러나 북제가 회남을 다시 점령한 뒤 북연주가 회주로 바뀌면서 회주의 속군으로 편제되었다. 수나라때 양주에 통폐합되었다
| 현명   | 한자   | 대략적 위치                               | 비고                     |
| ------ | ------ | ----------------------------------------- | ------------------------ |
| 산양현 | 山陽縣 | 화이안시 화이안구 산양가도(山陽街道) 일대 | 군 태수의 치소가 있었다. |
| 좌향현 | 左鄕縣 | 미상                                      |                          |

## 태수

### 전한

#### 산양태수
- 공손도(? ~ 기원전 107년)

#### 창읍상
- 안락(安樂, ? ~ 기원전 74년)[12][13]

#### 산양태수
- 양(? ~ 기원전 70년)
- 장창(선제 초기)
- 주박(성제 말기)

### 후한
- 진팽(76년 ~ 83년)
- 적초(? ~ 169년)